# 切尔卡斯凯市镇 (顿涅茨克州)
切尔卡斯凯镇级市镇（烏克蘭語：Черкаська селищна громада）是乌克兰顿涅茨克州克拉马托尔斯克区的一个市镇，行政中心为切尔卡斯凯。市镇面积为294.6平方公里，人口数量为8,703人（2020年）。

## 聚居点
该市镇包括一个镇（切尔卡斯凯）和10个村庄。